# Mimosiphonops vermiculatus
Espèce
Synonymes
- Pseudosiphonops ptychodermis Taylor, 1968

Statut de conservation UICN

 DD  : Données insuffisantes
Mimosiphonops vermiculatus est une espèce de gymnophiones de la famille des Siphonopidae.

## Répartition
Cette espèce est endémique de la municipalité de Teresópolis dans l'État de Rio de Janeiro au Brésil. Elle se rencontre à environ 800 m d'altitude.

## Publication originale
- Taylor, 1968 : The Caecilians of the World: A Taxonomic Review. Lawrence, University of Kansas Press.